# Anthochlamys turcomanica
Anthochlamys turcomanica är en amarantväxtart som beskrevs av Modest Mikhaĭlovich Iljin. Anthochlamys turcomanica ingår i släktet Anthochlamys och familjen amarantväxter. Inga underarter finns listade i Catalogue of Life.